# Iglesia de la Ermita (San Cristóbal)
La Iglesia de la Ermita es la segunda iglesia más antigua de la ciudad de San Cristóbal, estado de Táchira, Venezuela. Es la más grande en todo el estado, inaugurada el 14 de septiembre de 1854.

## Historia
Ha tenido varias reestructuraciones; la actual se vino desarrollando desde principios del siglo XX, con el impulso del P. Maldonado; luego el P. Juan de Matta Ortiz, realizó todo el cuerpo de la iglesia y dejó la planta realizada. Mons. Raúl Méndez Moncada penúltimo párroco, ornamentó la iglesia con sendos vitrales hechos en Cali, que ilustran la vida del Santo Mártir; unas lámparas de estilo colonial, un reloj automático y dos torres laterales concluidas en 1995.  Fue consagrada en 1997 por Monseñor Ramírez Roa, obispo de la ciudad. 

## Estructura
Posee 3 naves con bóvedas de crucería; la cúpula del frontis es una réplica a la cúpula de la Iglesia de los Inválidos en París, mientras que la cúpula que está encima del altar mayor es una réplica en menor tamaño a la de San Pedro en Roma. De estilo gótico renacentista. Muy interesantes son el sagrario y el altar, donados en el cuatricentenario de la ciudad. Es Catedral Auxiliar. 
El Cristo que preside las ceremonias y un reloj que está a un costado del presbiterio fueron traídos de Alemania a mediados de siglo XX por el P. Ortiz , al cual aún se le recuerda con mucho cariño por esta feligresía. El Patrono de esta Iglesia es San Juan Bautista, celebrándose cada 24 de junio la fiesta patronal. Otras festividades importantes son la Semana Santa, La Virgen del Carmen y las misas de aguinaldos. Está ubicada en la Carrera 4, entre calles 13 y 14, frente a la Plaza Paéz.